# Buffalo Bills 1968
La stagione 1968 dei Buffalo Bills è stata la nona della franchigia nell'American Football League. La squadra ebbe un record di 1-12-1, classificandosi quinta nella AFL Eastern Division. Dopo avere perso le prime due partite, i Bills licenziarono il capo-allenatore Joe Collier, sostituendolo ad interim con l'allenatore della difesa Harvey Johnson. L'unica vittoria giunse contro i New York Jets futuri vincitori del Super Bowl III.
Dopo avere svincolato il running back Wray Carlton, il wide receiver Elbert Dubenion rimase l'ultimo giocatore del roster originale del 1960 ancora con la squadra.

## Roster
| Roster dei Buffalo Bills nel 1968 |
| --- |
| Quarterback - 10 Dan Darragh - 16 Tom Flores - 3 Benny Russell - 18 Kay Stephenson Running Back - 22 Max Anderson - 36 Bob Cappadona - 33 Ben Gregory FB - 20 Keith Lincoln - 32 Gary McDermott - 46 Charley Mitchell - 30 Wayne Patrick - 40 Ed Rutkowski Wide Receiver - 83 Bobby Crockett - 44 Elbert Dubenion - 43 Monte Ledbetter - 25 Haven Moses - 28 Richard Trapp Tight End - 82 Paul Costa - 87 Billy Masters Offensive Linemen - 77 Stew Barber T - 50 Al Bemiller C - 62 Dick Cunningham T - 63 George Flint G - 51 John Frantz C - 61 Bob Kalsu G - 73 Howard Kindig T - 74 Ray Rissmiller T - 66 Billy Shaw G Defensive Linemen - 89 Tom Day DE - 78 Jim Dunaway DT - 76 Mike McBath DE - 72 Ron McDole DE - 70 Tom Sestak DT - 71 Bob Tatarek DT Linebacker - 52 Edgar Chandler - 59 Paul Guidry - 64 Harry Jacobs - 57 Marty Schottenheimer - 58 Mike Stratton Defensive Back - 23 Charlie Brown CB - 42 Butch Byrd CB - 45 Hagood Clarke SS - 24 Booker Edgerson CB - 27 Tom Janik FS - 21 Jerry Lawson CB - 48 John Pitts SS - 26 George Saimes FS Special Team - 46 Bruce Alford K - 55 Paul Maguire P/LB Lista delle riserve - 15 Jack Kemp QB (IR) |
| Legenda - I rookie sono in corsivo. - Il primo ruolo è il principale mentre gli eventuali successivi indicano i ruoli secondari. - (IR) sta per Injured Reserve ed indica la lista ristretta per un solo giocatore infortunato che può tornare ad allenarsi dopo la settimana 6 e a rientrare in prima squadra dopo che questa ha giocato 8 partite. - (NF-Inj.) / (NF-Ill.) stanno rispettivamente per Non-Football Injured e Non-Football Illness ed indicano le liste dove viene inserito un giocatore che ha un infortunio o una malattia non dipendente dal football americano. - (PUP) sta per Physically Unable to Perform ed indica la lista dove viene inserito un giocatore mentre è in attesa di recuperare la condizione fisica. Nella stagione regolare dopo la sesta partita giocata dalla propria squadra, il giocatore ha tempo tre settimane per riprendere ad allenarsi, più tre settimane aggiuntive dal suo rientro agli allenamenti per rientrare in prima squadra. |

## Calendario
| Stagione regolare |              |                       |           |        |                                 |         |
| Turno             | Data         | Avversario            | Risultato | Record | Stadio                          | Sintesi |
| 1                 | 8 settembre  | Boston Patriots       | S 7–16    | 0–1    | War Memorial Stadium            | Recap   |
| 2                 | 15 settembre | Oakland Raiders       | S 6–48    | 0–2    | War Memorial Stadium            | Recap   |
| 3                 | 22 settembre | at Cincinnati Bengals | S 23–34   | 0–3    | Nippert Stadium                 | Recap   |
| 4                 | 29 settembre | New York Jets         | V 37–35   | 1–3    | War Memorial Stadium            | Recap   |
| 5                 | 5 ottobre    | Kansas City Chiefs    | S 7–18    | 1–4    | War Memorial Stadium            | Recap   |
| 6                 | 12 ottobre   | at Miami Dolphins     | P 14–14   | 1–4–1  | Miami Orange Bowl               | Recap   |
| 7                 | 20 ottobre   | at Boston Patriots    | S 6–23    | 1–5–1  | Fenway Park                     | Recap   |
| 8                 | 27 ottobre   | Houston Oilers        | S 7–30    | 1–6–1  | War Memorial Stadium            | Recap   |
| 9                 | 3 novembre   | at New York Jets      | S 21–25   | 1–7–1  | Shea Stadium                    | Recap   |
| 10                | 10 novembre  | Miami Dolphins        | S 17–23   | 1–8–1  | War Memorial Stadium            | Recap   |
| 11                | 17 novembre  | San Diego Chargers    | S 6–21    | 1–9–1  | War Memorial Stadium            | Recap   |
| 12                | 24 novembre  | at Denver Broncos     | S 32–34   | 1–10–1 | Mile High Stadium               | Recap   |
| 13                | 28 novembre  | at Oakland Raiders    | S 10-13   | 1–11–1 | Oakland-Alameda County Coliseum | Recap   |
| 14                | 7 dicembre   | at Houston Oilers     | S 6–35    | 1–12–1 | Astrodome                       | Recap   |

## Classifiche
| AFL Eastern Division |    |    |   |      |       |     |     |     |
|                      | V  | S  | P | %    | DIV   | PF  | PS  | STR |
| New York Jets        | 11 | 3  | 0 | .786 | 7–1   | 419 | 280 | V4  |
| Houston Oilers       | 7  | 7  | 0 | .500 | 5–3   | 303 | 248 | V2  |
| Miami Dolphins       | 5  | 8  | 1 | .385 | 4–3–1 | 276 | 355 | S1  |
| Boston Patriots      | 4  | 10 | 0 | .286 | 2–6   | 229 | 406 | S2  |
| Buffalo Bills        | 1  | 12 | 1 | .077 | 1–6–1 | 199 | 367 | S8  |

Nota: I pareggi non venivano conteggiati ai fini della classifica fino al 1972.